# Hul
Hul es un municipio del distrito de Nové Zámky en la región de Nitra, Eslovaquia, con una población estimada a final del año 2024 de 1212 habitantes.
Se encuentra ubicado al sur de la región, cerca de los ríos Nitra y Hron (cuenca hidrográfica del Danubio) y de la frontera con Hungría.

## Demografía
| Año        | 1994 | 2004    | 2014    | 2024    |
| ---------- | ---- | ------- | ------- | ------- |
| Población  | 1237 | 1231    | 1205    | 1212    |
| Diferencia |      | −0,48 % | −2,11 % | +0,58 % |

| Año        | 2023 | 2024    |
| ---------- | ---- | ------- |
| Población  | 1210 | 1212    |
| Diferencia |      | +0,16 % |